# Oni Ise Owo
 (octobre 2012).
Pour plus de détails, voir Fiche technique et Distribution.
Oni Ise Owo est un court métrage d'animation nigérian réalisé par Kenneth Shofela Coker en 2007. Ce court-métrage d’animation est une adaptation poétique signée Kenneth Shofela Coker d’un mythe africain yoruba : la recherche de l’identité dans un contexte difficile.

## Synopsis
Un artisan qui vit au ciel est chassé par ses semblables et tombe sur la terre. Après une longue errance dans des paysages désertiques, il trouve refuge auprès d'un arbre dont il mange un fruit, et devient le gardien d'un groupe d'arbres.

## Fiche technique
- Titre original : Oni Ise Owo
- Titre anglais : The Artisan[2]
- Réalisation : Kenneth Shofela Coker
- Production : Kenneth Shofela Coker
- Animation : Kenneth Shofela Coker
- Musique : Tinariwen
- Pays : Nigeria
- Année : 2007

## Production
Le court métrage est réalisé, produit et animé par Kenneth Shofela Coker pendant ses études en graphismes animés (motion graphics) au Memphis Art College of Art en avril 2007. Il est fait de dessins à l'encre scannés dans le logiciel Photoshop et animés en Flash sur le logiciel Adobe After Effects. La musique du film est faite par le groupe Tinariwen.
Kenneth Shofela Coker traite un sujet proche de façon plus détaillée dans son court métrage de fin d'études Iwa (Force de volonté) en 2009, qui dure 8 minutes.

## Diffusion
Le court métrage est sélectionné pour le Festival de cinéma africain de Cordoue.